# Moínuddín Čiští
Moínuddín Čiští (1141 Sístán - 16. března 1236) byl jeden z největších islámských mystiků, zakladatel indického řádu čištíja.
Rodný Sístán opustil v roce 1153, 1169 nebo 1178 a rozhodl se pro duchovní život. S cílem získat dobré náboženské vzdělání se vydal na cesty. Navštívil přitom i mnoho autorit těch dob, například Abd al-Kádera Džíláního. Po roce 1186 se vrátil do Indie, kde se usadil. Do svého řádu převzal některé indické zvyky. Významná je jeho hrobka v Adžméru v Indii, kterou navštěvují muslimové, sikhové, hinduisté i křesťané.